# Johann Friedrich Gmelin taxonjai

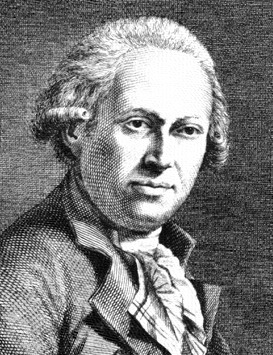
Johann Friedrich Gmelin

Ezen a listán azok a taxon nevek szerepelnek, amelyeket Johann Friedrich Gmelin (1748 – 1804) alkotott. Azok a taxon nevek, amelyek nincsenek belinkelve, manapság csak szinonimaként használtak (az alábbi lista nem teljes):

## Emlősök

### Tengeritehenek
- Haligyna borealis (Gmelin, 1788) - Steller-tengeritehén

### Eulipotyphla
- Sorex surinamensis Gmelin, 1788 - erdei cickány
- Sorex exilis Gmelin, 1788 - törpecickány

### Párosujjú patások

#### Tevefélék
- Lama glama paco (Gmelin, 1788) - láma

#### Disznófélék
- Sus scrofa ferus Gmelin, 1788 - európai vaddisznó
- szavannai varacskosdisznó (Phacochoerus africanus) (Gmelin, 1788)
- Phacochoerus africanus africanus Gmelin, 1788

#### Tülkösszarvúak
- Antilope gnu (Gmelin, 1788) - fehérfarkú gnú
- Bos americanus Gmelin, 1788 - amerikai bölény
- Bison americanus (Gmelin, 1788) - amerikai bölény

#### Szarvasfélék
- erdei karibu (Rangifer tarandus caribou) (Gmelin, 1788)
- Odocoileus virginianus mexicanus Gmelin, 1788

### Ragadozók
- Canis cerdo Gmelin, 1788 - sivatagi róka
- óriásvidra (Pteronura brasiliensis) (Gmelin, 1788)
- Pteronura brasiliensis brasiliensis Gmelin, 1788
- Taxidea taxus labradorius (Gmelin, 1788) - Taxidea taxus taxus
- bajkáli fóka (Pusa sibirica) (Gmelin, 1788)
- Phoca vitulina sibirica Gmelin, 1788
- Phoca sibirica Gmelin, 1788 - bajkáli fóka
- Nasua nasua quasje (Gmelin, 1788) - Nasua nasua nasua
- Ursus arctos albus Gmelin, 1788 - európai barna medve
- Ursus arctos fuscus Gmelin, 1788
- Ursus arctos niger Gmelin, 1788 - európai barna medve
- zebramungó (Mungos mungo) (Gmelin, 1788)
- Viverra mungo Gmelin, 1788 - zebramungó

### Rágcsálók

#### Mókusfélék
- keleti szürkemókus (Sciurus carolinensis) Gmelin, 1788
- Sciurus carolinensis carolinensis Gmelin, 1788
- Sciurus niger vulpinus Gmelin, 1788
- Sciurus vulgaris varius Gmelin, 1789
- perzsa mókus (Sciurus anomalus) Gmelin, 1778
- Sciurus anomalus anomalus Gmelin, 1778
- Glaucomys sabrinus hudsonius Gmelin, 1788 - Glaucomys sabrinus sabrinus
- Sciurus dschinschicus Gmelin, 1788 - fokföldi ürgemókus
- Tamias striatus americanus Gmelin, 1788 - Tamias striatus striatus
- Tamias sibiricus asiaticus Gmelin, 1788

#### Turkálófélék
- Mus maritimus (Gmelin, 1788) - homoki turkáló

## Madarak

### Lúdalakúak
- bantu réce (Anas capensis) Gmelin, 1789

### Sarlósfecske-alakúak
- feketefülű tündérkolibri (Heliothryx auritus) (Gmelin, 1788)

### Lilealakúak
- hullámtörő madár (Calidris virgata) (Gmelin, 1789)
- Aphriza virgata Gmelin, 1789 - hullámtörő madár

### Darualakúak
- sárga vízicsibe (Coturnicops noveboracensis) (Gmelin, 1789)
- gyűrűscsőrű szárcsa (Fulica americana) Gmelin, 1789
- azúr szultántyúk (Porphyrio flavirostris) (Gmelin, 1789)

### Vágómadár-alakúak
- sikra (Accipiter badius) Gmelin, 1788
- gyíkászhéja (Accipiter novaehollandiae) (Gmelin, 1788)

### Szalakótaalakúak
- kármin gyurgyalag (Merops nubicus) Gmelin, 1788

### Harkályalakúak
- Bucco tamatia (Gmelin, 1788)[1]
- Malacoptila fusca (Gmelin, 1788)[2]
- fehértorkú bukkó (Notharchus macrorhynchos) (Gmelin, 1788)[3]
- foltos bukkó (Nystalus maculatus) (Gmelin, 1788)[4]
- Sphyrapicus ruber (Gmelin, 1788)[5]
- Yungipicus moluccensis (Gmelin, 1788)[6]
- Dendrocopos moluccensis (Gmelin, 1788)
- Picoides moluccensis (Gmelin, 1788) - Yungipicus moluccensis
- földi harkály (Geocolaptes olivaceus) (Gmelin, 1788)
- Picus olivaceus Gmelin, 1788 - földi harkály
- amazóniai ácsharkály (Campephilus melanoleucos) (Gmelin, 1788)[7]
- Celeus flavescens (Gmelin, 1788)[8]
- Picus flavescens Gmelin, 1788 - Celeus flavescens
- Celeus flavescens flavescens (Gmelin, 1788)
- Colaptes melanochloros (Gmelin, 1788)[9]
- Colaptes auratus cafer (Gmelin, 1788)
- hamvas küllő (Picus canus) Gmelin, 1788[10]
- Picus canus canus Gmelin, 1788
- szakállas bajszika (Lybius dubius) Gmelin, 1788
- Psilopogon rubricapillus (Gmelin, 1788)
- Megalaima rubricapilla Gmelin, 1788 - Psilopogon rubricapillus
- Psilopogon zeylanicus (Gmelin, 1788)
- Megalaima zeylanica Gmelin, 1788 - Psilopogon zeylanicus
- fűrészescsőrű arasszári (Pteroglossus torquatus) (Gmelin, 1788)
- Ramphastos torquatus Gmelin, 1788
- Pteroglossus torquatus torquatus (Gmelin, 1788)

### Verébalakúak
- Attila cinnamomeus (Gmelin, 1789)
- Muscicapa cinnamomea Gmelin, 1789 - Attila cinnamomeus
- közönséges fazekasmadár (Furnarius rufus) (Gmelin, 1788)
- Merops rufus Gmelin, 1788 - közönséges fazekasmadár
- Cinclodes patagonicus (Gmelin, 1789)
- Motacilla patagonica Gmelin, 1789 - Cinclodes patagonicus
- Cinclodes patagonicus patagonicus (Gmelin, 1789)
- Oriolus monacha (Gmelin, 1789) - sárgarigóféle
- álarcos álszajkó (Garrulax perspicillatus) (J.F. Gmelin, 1789)
- Turdus perspicillatus Gmelin, 1789 - álarcos álszajkó

### Papagájalakúak
- sárgahomlokú amazon (Amazona ochrocephala) (Gmelin, 1788)
- Amazona ochrocephala ochrocephala (Gmelin, 1788)
- aranyaratinga (Guaruba guarouba) (Gmelin, 1788)
- Aratinga guarouba (Gmelin, 1788) - aranyaratinga
- Pennant-papagáj (Platycercus elegans) (Gmelin, 1788)
- szürkefejű törpepapagáj (Agapornis canus) (Gmelin, 1788)
- új-zélandi nesztorpapagáj (Nestor meridionalis) (J. F. Gmelin, 1788)
- déli-szigeti nesztorpapagáj (Nestor meridionalis meridionalis) (Gmelin, 1788)

### Gólyaalakúak
- maguari gólya (Ciconia maguari) (Gmelin, 1789)
- sárgafejű marabu (Leptoptilos dubius) (Gmelin, 1789)

### Gödényalakúak
- agami (Agamia agami) (Gmelin, 1789)
- vörhenyes kócsag (Egretta rufescens) (Gmelin, 1789)
- keleti zátonykócsag (Egretta sacra) (Gmelin, 1789)
- kaledón bakcsó (Nycticorax caledonicus) (Gmelin, 1789)
- Ardea caledonica Gmelin, 1789 - kaledón bakcsó
- Nycticorax caledonicus caledonicus (Gmelin, 1789)
- Ixobrychus cinnamomeus (Gmelin, 1789)
- amerikai törpegém (Ixobrychus exilis) (Gmelin, 1789)
- Ixobrychus exilis exilis (Gmelin, 1789)
- Ixobrychus sinensis (Gmelin, 1789)
- zebracsíkos gém (Zebrilus undulatus) (Gmelin, 1789)
- orrszarvú pelikán (Pelecanus erythrorhynchos) Gmelin, 1789
- foltoscsőrű gödény (Pelecanus philippensis) Gmelin, 1789
- vörhenyes gödény (Pelecanus rufescens) Gmelin, 1789
- gogó (Scopus umbretta) Gmelin, 1789
- zöld batla (Mesembrinibis cayennensis) (Gmelin, 1789)
- feketearcú íbisz (Theristicus melanopis) (Gmelin, 1789)

### Szulaalakúak
- szalagos fregattmadár (Fregata minor) (Gmelin, 1789)
- afrikai kárókatona (Microcarbo africanus) (Gmelin, 1789)
- Phalacrocorax africanus Gmelin, 1789 - afrikai kárókatona
- brazil kárókatona (Phalacrocorax brasilianus) (Gmelin, 1789)
- királykormorán (Phalacrocorax carunculatus) (Gmelin, 1789)
- sziklai kárókatona (Phalacrocorax magellanicus) (Gmelin, 1789)
- vörösarcú kárókatona (Phalacrocorax urile) (Gmelin, 1789)
- maori kárókatona (Phalacrocorax varius) (Gmelin, 1789)

### Viharmadár-alakúak
- hamvasszárnyú viharfecske (Oceanodroma furcata) (Gmelin, 1789)
- Hydrobates furcatus Gmelin, 1789 - hamvasszárnyú viharfecske
- polinéziai viharfecske (Nesofregetta fuliginosa) (Gmelin, 1789)
- barnahátú bukóhojsza (Pelecanoides urinatrix) (Gmelin, 1789)
- Pelecanoides urinatrix urinatrix (J. F. Gmelin, 1789)
- déli óriáshojsza (Macronectes giganteus) (Gmelin, 1789)
- antarktiszi hojsza (Thalassoica antarctica) (J. F. Gmelin, 1789)
- kék viharmadár (Halobaena caerulea) (Gmelin, 1789)
- Procellaria caerulea Gmelin, 1789 - kék viharmadár
- antarktiszi cethojsza (Pachyptila desolata) Gmelin, 1789
- szürke viharmadár (Procellaria cinerea) (Gmelin, 1789)
- szürke vészmadár (Ardenna grisea) (Gmelin, 1789)
- Puffinus griseus (Gmelin, 1789 - szürke vészmadár
- ékfarkú viharmadár (Ardenna pacifica) (Gmelin, 1789)
- Procellaria pacifica Gmelin, 1789
- Puffinus pacificus Gmelin, 1789 - ékfarkú viharmadár
- Pterodroma alba (Gmelin, 1789)

## Hüllők

### Teknősök
- görög teknős (Testudo hermanni) Gmelin, 1789

### Pikkelyes hüllők
- tirrén faligyík (Podarcis tiliguerta) (J. F. Gmelin, 1789)
- sziklapiton (Python sebae) (Gmelin, 1788)
- Python sebae sebae Gmelin, 1788

### Krokodilok
- gangeszi gaviál (Gavialis gangeticus) (Gmelin, 1789)
- Lacerta gangetica Gmelin, 1789 - gangeszi gaviál

## Kétéltűek
- Rana salsa Gmelin, 1789 - sárgahasú unka
- Lacerta lacustris Gmelin, 1789 - közönséges tarajosgőte

## Halak

### Porcos halak
- Heptranchias cinereus (Gmelin, 1789) - Heptranchias perlo
- Notidanus cinereus (Gmelin, 1789)
- Squalus cinereus Gmelin, 1789 - Heptranchias perlo
- Lamna cornubica (Gmelin, 1789) - heringcápa
- Squalus cornubicus Gmelin, 1789 - heringcápa
- Himantura uarnak (Gmelin, 1789)

### Tokalakúak
- Acipenser schypa (Gmelin, 1789) - viza

### Sugarasúszójú halak

#### Pontyalakúak
- Cyprinus latus Gmelin, 1789 - karikakeszeg
- Cyprinus galian Gmelin, 1789 - fürge cselle
- Tinca aurea Gmelin, 1788 - compó

#### Lazacalakúak
- Salmo stroemii Gmelin, 1789 - sebes pisztráng
- Salmo sylvaticus Gmelin, 1789 - sebes pisztráng

#### Csukaalakúak
- sávos csuka (Esox americanus) Gmelin, 1789
- Esox americanus americanus Gmelin, 1789 - sávos csuka; mint szinonima
- Esox americanus americanus Gmelin, 1789 - mint alfaj

#### Sügéralakúak

##### Gobioidei
- Cryptocentroides arabicus (Gmelin, 1789)
- vörösszájú géb (Gobius cruentatus) Gmelin, 1789

##### Percoidei
- Morone americana (Gmelin, 1789)
- Morone americanus (Gmelin, 1789)
- Perca americana Gmelin, 1789
- Roccus americanus (Gmelin, 1789) - Morone americana
- kősüllő (Sander volgensis) (Gmelin, 1789)
- Stizostedion volgensis (Gmelin, 1789)
- Lucioperca sandra volgensis (Gmelin, 1789)
- Lucioperca volgensis (Gmelin, 1789)
- Perca volgensis Gmelin, 1789
- Sander volgense (Gmelin, 1789)
- Stizostedion volgense (Gmelin, 1789) (hibás kiejtés miatt) - kősüllő
- doni durbincs (Gymnocephalus acerina) (Gmelin, 1789)
- Gymnocephalus acerinus (Gmelin, 1789)
- Perca acerina Gmelin, 1789 - doni durbincs

##### Scombroidei
- Scomber colias Gmelin, 1789
- Orcynus alatunga (Gmelin, 1789) - Thunnus alalunga
- Scomber alatunga Gmelin, 1789 - Thunnus alalunga

##### Zoarcoidei
- Anarhichas strigosus Gmelin, 1789 - Anarhichas lupus

## Tüskésbőrűek
- Asterias minuta Gmelin, 1788 - Asterina gibbosa
- Cidarites diadema (Gmelin, 1791) - Diadema setosum
- Diadema lamarcki (Gmelin, 1791) - Diadema setosum
- Clypeaster oviformis (Gmelin, 1791) - Echinolampas ovata
- Echinolampas oviformis (Gmelin, 1791)
- Echinus oviformis Gmelin, 1791 - Echinolampas ovata
- Echinus basteri Gmelin, 1791 - parti sün

## Ízeltlábúak

### Egyenesszárnyúak
- Gryllus cinereus Gmelin, 1789 - szürke avarszöcske
- Pholidoptera cinerea (Gmelin, 1789) - szürke avarszöcske

### Félfedelesszárnyúak
- zöld mezeipoloska (Closterotomus norwegicus) (Gmelin, 1790)
- Calocoris norvegicus Gmelin, 1790 - zöld mezeipoloska

### Bogarak
- Dytiscus scopolii Gmelin, 1790 - gyűrűscombú barázdáscsíkbogár
- Dytiscus virescens Gmelin, 1790 - nagy búvárbogár
- Leptura quinquemaculata Gmelin, 1790 - tarkacsápú karcsúcincér
- Cerambyx anglicus Gmelin, 1790 nec Voet, 1778 - kétcsíkos tövisescincér
- Cerambyx exilis Gmelin, 1790 - fenyves-tövisescincér
- Cerambyx indagator (Fabricius) Gmelin, 1790 - fenyves-tövisescincér
- Cerambyx mordax (DeGeer) Gmelin, 1790 - cser-tövisescincér
- Curculio strictus Gmelin, 1790 - szálkás gyalogormányos

## Puhatestűek
- Chiton cimex Gmelin, 1791 - szegélyes bogárcsiga
- Conus achatinus Gmelin, 1791
- Conus amadis Gmelin, 1791
- Conus coccineus Gmelin, 1791
- Conus coffeae Gmelin, 1791
- Conus coronatus Gmelin, 1791
- Conus jaspideus Gmelin, 1791
- Conus ochroleucus Gmelin, 1791
- Conus radiatus Gmelin, 1791
- Conus regius Gmelin, 1791
- Conus spurius Gmelin, 1791
- Conus thomae Gmelin, 1791
- Conus ventricosus Gmelin, 1791
- Conus vexillum Gmelin, 1791
- Conus violaceus Gmelin, 1791
- Conus zeylanicus Gmelin, 1791
- Conus costatus Gmelin, 1791 (nomen dubium)
- Conus fulmineus Gmelin, 1791 (nomen dubium)
- Conus niveus Gmelin, 1791 (nomen dubium)
- Conus oculatus Gmelin, 1791 (nomen dubium)
- Monetaria monetacongo Gmelin, J.F., 1791 - Monetaria moneta
- Tellina rhomboides Gmelin, 1791 - Hiatella arctica
- Ostrea exalbida Gmelin, 1791 - éti osztriga
- Ostrea rostrata Gmelin, 1791 - éti osztriga
- Aequipecten flabellum (Gmelin, 1791)
- Ostrea dubia Gmelin, 1791 - Aequipecten opercularis
- Ostrea elegans Gmelin, 1791
- Ostrea florida Gmelin, 1791
- Ostrea plana Gmelin, 1791
- Ostrea radiata Gmelin, 1791
- Ostrea regia Gmelin, 1791
- Ostrea versicolor Gmelin, 1791 - Aequipecten opercularis
- Chlamys senatoria (Gmelin, 1791) - Mimachlamys sanguinea
- Mimachlamys senatoria (Gmelin, 1791)
- Ostrea porphyrea Gmelin, 1791
- Ostrea senatoria Gmelin, 1791
- Pecten senatoria (Gmelin, 1791) - Mimachlamys sanguinea
- Sepia octopus Gmelin, 1791 - közönséges polip

## Virágállatok
- Actinia viridis Gmelin - Anemonia viridis

## Növények
- Philesia magellanica J.F.Gmel., 1791
- Bambus J. F. Gmel. - Bambusa
- Themeda polygama J.F.Gmel. [Illegitimate] - Themeda triandra
- szöszös nádtippan (Calamagrostis villosa) (Chaix) J.F.Gmel.
- Panicum falcatum J.F.Gmel. - Unresolved
- Panicum fugax J.F.Gmel. - Unresolved
- Mimosa cornuta J.F.Gmel. - Unresolved
- Geum album J.F.Gmel. - Unresolved
- Mansana arborea J.F.Gmel. - jujuba
- Poupartia borbonica J.F.Gmelin
- cserjés sóballa (Suaeda vera) Forssk. ex J. F. Gmel.
- fekete datolyaszilva (Diospyros nigra) (J.F.Gmel.) Perrier
- Sapota nigra J.F.Gmel. - fekete datolyaszilva
- Ulva calendulifolia (S.G.Gmelin) J.F.Gmelin
- Ulva moccana J.F.Gmelin
- Ulva porrifolia (S.G.Gmelin) J.F.Gmelin
- Ulva sagarum (S.G.Gmelin) J.F.Gmelin

## Gombák
- Agaricus vaillantii J.F.Gmel. (1792) - gyapjas tintagomba

## Chromalveolaták
- Fucus undulatus J.Gmelin, 1792